# Curt Wallis
Curt Wallis, född 9 mars 1845 i Stockholm, död 3 mars 1922 i Nacka, var en svensk läkare och politiker (liberal). Han var bror till Ernst Wallis.

Fotografiporträtt på Curt Wallis, 1860-tal.

## Biografi
Curt Wallis avlade studentexamen i Uppsala 1861, blev 1868 medicine kandidat, 1870 medicine licentiat samt 1874 medicine doktor. Åren 1869–1870 tjänstgjorde han som amanuens vid medicinska avdelningen på Akademiska sjukhuset i Uppsala, 1870–1871 vid patologiskt-anatomiska institutionen i Stockholm och vid Serafimerlasarettets medicinska avdelning till 1871 års slut. Han blev docent i patologisk anatomi vid Karolinska institutet 1874 och var sekreterare i institutets lärarekollegium åren 1874–1877. Sedan han uppehållit adjunkturen i sagda ämne, blev han 1884 extra ordinarie professor däri. Han var intendent vid Ramlösa hälsobrunn, Svenska läkarsällskapets sekreterare och redaktör för dess tidskrift Hygiea. För en avhandling om Rivierans kurorter erhöll han 1874 av läkarsällskapet det Regnellska priset om 2 000 kronor.
Curt Wallis var riksdagsledamot i andra kammaren för Stockholms stads valkrets åren 1891–1911. Han tillhörde Folkpartiet 1895–1899 och Liberala samlingspartiet 1900–1906, men betecknade sig från 1907 som vänstervilde. I riksdagen engagerade han sig framför allt i hälso- och sjukvårdsfrågor, till exempel situationen för kvinnor och barn som arbetade i industrin. År 1903 lämnade han också en riksdagsmotion om utdelning av nattvardsvinet "på ett sätt, som bättre än det nuvarande överensstämde med nutidens uppfattning av hälsovårdens och renlighetens fordringar". Han engagerade sig också i Svenska drägtreformföreningens arbete. 
Han gjorde en mängd resor i Tyskland, Schweiz, England, Italien, Egypten och så vidare samt publicerade många medicinska och hygieniska arbeten. Bland hans arbeten märks Liernurs differenseringssystem och frågan om städers renhållning (1877), Hygieniska undersökningar angående luften i Stockholms teatrar och kaféer (1879), Samskolan. Amerikanska skolförhållanden, särskildt med afseende på samskolan och dess hygien (1888), Bakteriologi, dess historia och undersökningsmetoder. Bakterierna i luft, vatten och jord (samma år), Fysiologi och hälsovårdslära jämte en kort sjukvårdslära för flickskolorna och hemmen (1895; 2:a upplagan 1906) och Skolhygien för lärare och föräldrar (i förening med flera andra läkare; 1899) samt Jeanne d’Arc 1412—1431 (1917). 
Han skrev därjämte en mängd artiklar i "Nordiskt medicinskt arkiv", "Virchows Archiv", "Svenska läkaresällskapets nya handlingar", "Bibliotek för helsovård", "Nordisk tidskrift", "Upsala läkareförenings förhandlingar", "Svenska Läkaresällskapets förhandlingar", "Årsberättelser från Sabbatsbergs sjukhus" (sedan 1881 var Wallis en följd av år obducent vid nämnda sjukhus) samt i Nordisk familjebok. I förening med Frans Warfvinge redigerade Wallis handboken "Sjukvård och hälsovård" (2 band, 1889). På uppdrag av centralstyrelsen för Sveriges allmänna folkskollärareförening utarbetade han 1894 en redogörelse för hälsovårdsförhållandena vid svenska folk- och småskolor, vilken på sin tid väckte stort uppseende. Wallis utövade inom Centralförbundet för nykterhetsundervisning omfattande verksamhet till nykterhetsundervisningens fromma. Ett arbete av Wallis hand, vars resultat tillgodogjordes nämnda undervisning, är en 10-års statistik rörande dödligheten i Stockholm.

## Digitaliserat originalverk
- Rivierans kurorter. Stockholm: Norstedt. 1875. Libris fs4vsd1zch1x7pqd. http://hdl.handle.net/2077/67747